# Pontoon Dock (DLR)

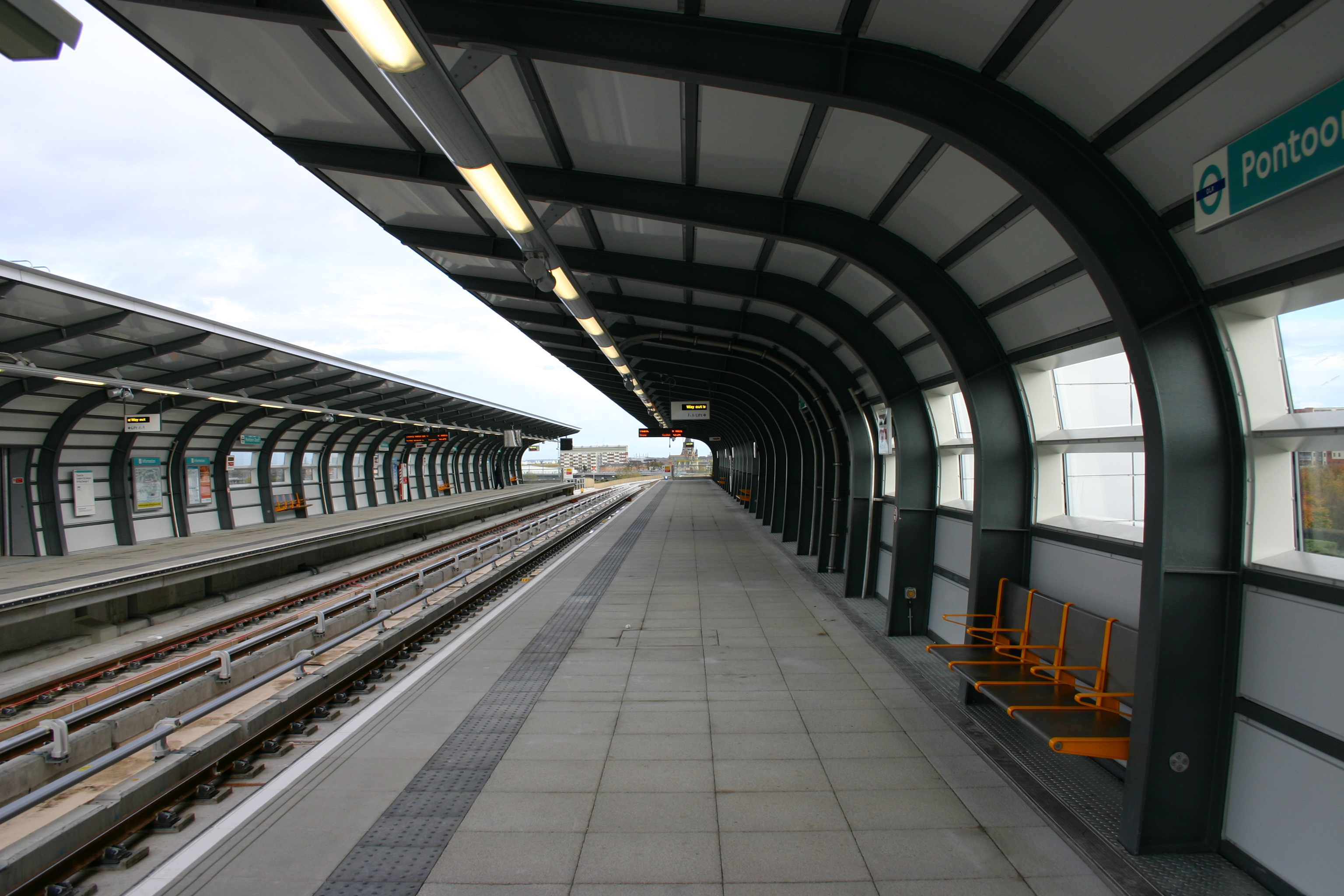
Station Pontoon Dock

Pontoon Dock ist eine Station der Docklands Light Railway (DLR) im Londoner Stadtbezirk London Borough of Newham. Sie liegt in der Travelcard-Tarifzone 3 an der North Woolwich Road im Stadtteil Silvertown.
Die Station befindet sich, der typischen Bauweise der DLR folgend, erhöht auf einem Viadukt; sie ist von der Straße aus über Treppen und Aufzüge erreichbar. Bis zu Beginn des 21. Jahrhunderts war die Umgebung noch weitgehend von Industriebrachen geprägt. Die erste Phase des Stadtentwicklungsprojektes mit dem Wohnviertel Barrier Point und dem Thames Barrier Park (am Ufer der Themse beim Thames Barrier gelegen), ist abgeschlossen.
Eröffnet wurde die Station am 2. Dezember 2005, zusammen mit der Zweigstrecke zwischen Canning Town und King George V.